# Achtzehn Elemente
Die Achtzehn Elemente sind ein Begriff aus der buddhistischen Psychologie und beschreiben die Bedingungen für Wahrnehmung und Bewusstseinsvorgänge. Die Achtzehn Elemente (dhātu) werden im Buch Dhatukatha des Abhidhammapitaka ausführlich behandelt und stehen in engem Zusammenhang mit der Lehre vom bedingten Entstehen (Paticcasamuppāda), insbesondere den Sechs Bereichen (Ṣaḍāyatana (Sanskrit)/Saḷāyatana (Pāli)) und der Lehre von den Fünf Skandhas. Diese Lehre beinhaltet auch die Zwölf Grundlagen (āyatana), die sich ebenfalls mit den Grundlagen der Wahrnehmung (Organ – Objekt) beschäftigen. Die Tatsache, dass die 3 Elementgruppen erst in gegenseitiger Bedingtheit zu dem werden, was sie sind (Sehbewusstsein, Sehobjekt und Auge bedingen einander) verweist auf ihren Mangel an eigener Wesenheit (anattā) und damit auf den zentralen buddhistischen Begriff der Leerheit (Śūnyatā).
| Organ                                                | Objekt                                                                                              | Bewusstsein |
| ---------------------------------------------------- | --------------------------------------------------------------------------------------------------- | --- |
| Auge Ohr Nase Zunge Körper, Haut Denken (mano-dhātu) | Gesehenes Gehörtes Gerochenes Geschmecktes Gespürtes, Berührtes, Gefühltes Gedachtes (dhamma-dhātu) | Sehbewusstsein Hörbewusstsein Riechbewusstswein Schmeckbewusstsein Berührungsbewusstsein Denkbewusstsein (mano-viññāna-dhātu) |